# 泛藍連盟
泛藍連盟（はんらんれんめい、台: 泛藍聯盟）は、中華民国において台湾の位置づけについてほぼ共通の政治的主張を行っている複数の政治集団の通称。具体的に組織化された集団の集合体ではない。
泛藍連盟のほかに「泛藍陣営」や「泛藍軍」という別称もあるが、いずれも主力団体である中国国民党（国民党）のイメージカラーに由来している。なお、日本では泛藍連盟よりも「汎青連合」という漢字表記で呼ばれることが多い。
国民党以外には新党、親民党などが存在し、この四つの政党を中心に活動している。泛藍連盟の構成員・支持者は総じて「台湾」よりも「中華民国」のアイデンティティが強く、自分は台湾人ではなく中国人と認識し、中華人民共和国の中国人と同じアイデンティティーを持ち、中国統一を求める傾向が強い。
国民党は立法院（日本の国会に相当）において民主進歩党等の泛緑連盟と対立している。泛緑連盟は「台湾は中国（中華民国）ではなく、中華民国から独立すべき」と認識している。

## 連盟の主張
泛藍連盟の構成員が行なっている政治的主張は、現状としては、国民党と新党は「現状を維持し、統一も独立もせず中国を刺激しないことによって平和に経済を発展させる」ことを主張している。基本的な態度は「中国の正統国家」を中華民国とし、中華人民共和国を刺激せず、台湾独立には反対する方針で共通している。
そもそも中華民国は中国大陸を統治する「中国の国家」として建国されたものであり、1945年に台湾が中華民国に編入された際は、台湾は中国の中の一地方という位置づけがなされていた。そのため、中華民国憲法施行後に成立した政府も全中国を統治することを前提とした国家体制を形成しており、国共内戦における相次ぐ敗北によって事実上台湾のみを統治する国家となってからも、自身を「全中国の正当な政権」であるとして、「大陸は中国共産党という反乱勢力（共匪）に統治されているが、将来は『大陸反攻』（武力による領土奪回）によって大陸部を『解放』する」ことを基本姿勢としてきた。そのために、台湾には全中国を代表する中央政治機構と台湾省統括のための政治機構が両立してきたのだが、このような中華民国の国家体制には徐々に制度的矛盾が生じるようになり、1980年代末から国家体制の変革が行われるようになった。しかし1990年代に入ると李登輝（当時の総統兼国民党主席）がそれまでの「中国の国家たる中華民国」という国家の基本概念から逸脱し、中華人民共和国との関係を「国対国」とするなど、中華民国の国家体制を台湾のみに限定する「国家体制の台湾化」を図るようになっていった。現在でも中華民国は「中国の国家」という名目の上に国家体制を形成しているが、李登輝の後任として泛緑連盟の陳水扁が総統になったため、中華民国の「国家体制の台湾化」は徐々に進行、住民全体でも台湾主体意識（独自意識）が強まっている（中華民国の政治を参照）。
そのために泛藍連盟は、「中華民国は中国の国家」であるとの定義に基づいて陳水扁政権が進める中華民国の「国家体制の台湾化」に歯止めをかけ、併せて中国大陸を統治している中華人民共和国と「一つの中国」という原則の下で平和的交渉を行い、最終的には中華民国主導による中国・台湾再統一を達成することを目標としている（以下、特別な断りがない限りは中華人民共和国を中国または中、中華民国を台湾または台と表記する）。
泛藍連盟は、泛緑連盟が進める中華民国の「国家体制の台湾化」を牽制するため、「台湾化」は中華人民共和国による武力行使を招く可能性や中台間の経済関係に悪影響を及ぼす可能性があると指摘している。その上で1992年の「一国共識、各自表述（一つの中国を共通認識とするが、解釈はそれぞれが行う）」の原則に立ち返りながら中華人民共和国との平和的再統一のための方策を打ち出そうとしており、2000年の総統選挙の際に連戦・国民党副主席（当時）が提唱した邦聯制（日本語訳は国家連合）が一時は有力な方策となっていた。
邦聯制とは、各構成国が条約を締結することで結成される独立性が強い国家連合のことで、構成国はそれぞれに独自の憲法、外交権を持ち、他の構成国に拘束されることなく、離脱も自由にできる状態にあるとされている。少なくとも2001年の時点では、国民党は邦聯制実現に向け、(1)軍事面での相互連絡メカニズムの確立、(2)台湾海峡に和平区を設定、(3)「急がず忍耐強く」政策を緩和して両岸直接三通（通商、通航、通信）を開放、(3)中台間の政党交流と政府高官の相互訪問の促進、という両岸融合化の手順をとることで段階的に邦聯制に向かって邁進する計画を立てていた。これは、国民党が中華人民共和国との関係を「国対国」と定義した李登輝・前国民党主席の方針から転換したことを示すものであり、他の連盟構成員からも支持を受ける方策であった（ちなみに、香港やマカオで実施している「一国二制度」方式での中台統一を望んでいる中華人民共和国側は、この邦聯制による統一に対し否定的な立場をとった）。
邦聯制という制度は、「独立」や「統一」より分かりづらいため、よく一国二制度に間違われるので、連盟内にも反対の声がしばしばある。実際、今の泛藍連盟にとって、共通の中国政策はない。邦聯制のほか、永久現状維持の声も弱くなく、「本土派」とされる台湾土着志向勢力は「台湾独立も選択肢」と主張している。一方では、明確に中国との統一を主張する新党もある。
そのために泛藍連盟は邦聯制の主張を行わなくなり、2004年2月21日に行なわれた総統選挙の第2回目テレビ討論会でも、連戦主席は「邦聯制を正式に表明したことはない」と、邦聯制による中台統一案を公式に否定する発言をしている。
それ以降、現在に至るまで泛藍連盟は具体的な独自の中台再統一案を打ち出せておらず、2004年の総統選挙における対中華人民共和国政策の指針についても、台湾独立でも中台統一でもない台湾優先による現状（中国の主権独立国家「中華民国」）を維持し、ミサイル配備凍結、海空の直航便実現、自由貿易協定（FTA）締結、平和協議実現などの五段階の和平ルートマップを中華人民共和国に提案することを主張するのみにとどまっている。そのため、現在の連盟は中台関係よりも国民の生活に直結する経済復興の最優先を基本とし、中台関係については「今後の明確なタイムテーブルはない」（3月17日の記者会見における発言）という姿勢をとり続けるのみである。

## 連盟の現状
国民党、新党は、いずれもかつては国民党としてまとまった勢力であった。だが、1990年代に李登輝総統兼国民党主席が中華民国の国家体制を台湾のみに限定する「政治体制の台湾化」を行なうようになってからそれぞれに分裂するようになった。まず1993年には、外省人の若手二世議員らが「国民党が権力闘争に明け暮れている」ことと李登輝の政策について批判を行い、「正統国民党」と称する新党を結成した。次に、李登輝の「国家体制の台湾化」によって李登輝と宋楚瑜との間に対立が生じ、宋楚瑜とその一派は2000年に離党して同年の総統選挙に宋楚瑜が立候補した。総統選で宋楚瑜は、李登輝の「台湾化」路線を支持する民主進歩党（泛緑連盟）の陳水扁、当選後の路線方針が不明確な国民党の連戦に対抗して李登輝の「台湾化」路線に対する反対意見を訴え、得票数で当選した陳水扁に僅差にまで迫るほどの支持を得た。その後、宋楚瑜は支持者と共に親民党を結党して第三極の泛橘連盟を確立、選挙後に李登輝が選挙結果の責任をとるために国民党を離脱すると、国民党の連戦・新主席が李登輝の「台湾化」路線を修正して「中国の国家」としての中華民国を再び志すようになったため、親民党は泛藍連盟寄りになって国民党と協力をしあうようになった。2004年の総統選挙では、国民党・親民党の両党首（連戦と宋楚瑜）を総統・副総統候補に立てたが、僅差で民進党の陳水扁総統候補に敗れた。国民党、親民党は緊密な協力関係下にあり、連盟2党は勢力の再拡大を目的として再び国民党として統合しようという動きを見せているが、各党でさまざまな意見が生じているので統合の動きは活発化していない。
野党になっていた泛藍連盟にとっての焦点は、2008年の立法委員選挙においてどれだけの議席を確保できるかにあった。民主進歩党陣営には、「選挙結果によっては国民党内部にいる泛緑連盟の主張に同情的な『台湾本土派』勢力が離党する可能性もある」といった楽観視もあったが、統一派や中国とのイデオロギー対立に終始する民主進歩党政権より、大陸との協力による経済発展政策を打ち出した泛藍連盟への支持が上回り、国民党は第七回中華民国立法委員選挙と2008年中華民国総統選挙で歴史的圧勝を収めた。とは言え、政権を奪還した国民党の馬英九総統は早急な中台統一を否定しており、中国との関係は経済レベルでの融和にとどめる方針を示した。そして第八回中華民国立法委員選挙・2012年中華民国総統選挙でも勝利を収め、大陸との協力による経済発展政策は引き続き支持されている。2012年1月時点で連盟は立法院における議席を、対立する泛緑連盟より多く獲得している状況にあるほか、連盟の主張は泛緑連盟の主張と国論を二分するほどの支持を得た。
しかし2016年中華民国総統選挙では、民主進歩党の蔡英文に大敗を喫し、立法院でも過半数の議席を失った。